# Sandra Wallenhorst
Sandra Wallenhorst (1 de enero de 1972) es una deportista alemana que compitió en triatlón. Ganó una medalla de bronce en el Campeonato Mundial de Ironman de 2008, y dos medallas de oro en el Campeonato Europeo de Ironman en los años 2009 y 2010.

## Palmarés internacional
| Campeonato Mundial | Campeonato Mundial     | Campeonato Mundial | Campeonato Mundial |
| Año                | Lugar                  | Medalla            | Prueba             |
| ------------------ | ---------------------- | ------------------ | ------------------ |
| 2008               | Hawái (Estados Unidos) | Medalla de bronce  | Individual         |
| Campeonato Europeo |                        |                    |                    |
| Año                | Lugar                  | Medalla            | Prueba             |
| 2009               | Fráncfort (Alemania)   | Medalla de oro     | Individual         |
| 2010               | Fráncfort (Alemania)   | Medalla de oro     | Individual         |